# Jerry Seinfeld
Jerome Allen "Jerry" Seinfeld (/ˈsaɪnfɛld/; sinh ngày 29 tháng 4 năm 1954) là một diễn viên hài, diễn viên, nhà văn, nhà sản xuất và đạo diễn người Mỹ.
Anh nổi tiếng vì đã đóng vai chính mình trong hài kịch tình huống Seinfeld,, do anh sáng tác và viết kịch bản với Larry David. Seinfeld đã tham gia rất nhiều vào Bee Movie, trong đó ông đã lồng tiếng nhân vật chính của mình. Năm 2010, anh ra mắt một series thực tế mang tên The Marriage Ref. Ông đão diễn Colin Quinn trong chương trình Broadway Long Story Short tại Nhà hát Helen Hayes và Nhà hát John Drew tại Guild Hall của East Hampton, kéo dài đến tháng 1 năm 2011. Ông là người tạo và chủ trì loạt phim trên mạng về Comedians in Cars Getting Coffee.
Trong sự nghiệp diễn hài của mình, Seinfeld chuyên về hài kịch quan sát, thường nói về những mối quan hệ và những tình huống xã hội đáng xấu hổ.
Năm 2005, Comedy Central đã bầu chọn Seinfeld là "Diễn viên hài xuất sắc thứ 12 của mọi thời đại".

## Tiểu sử
Seinfeld sinh ra ở Brooklyn, New York City. Cha của ông, Kalman Seinfeld (1918-1985)  có gốc Do Thái Hungary, và thu thập những câu chuyện cười mà ông nghe trong khi phục vụ trong Thế chiến II. Mẹ của ông, Betty (nhũ danh Hosni, 1915–2014), có nguồn gốc người Do Thái gốc Do Thái; bố mẹ cô, Selim và Salha Hosni, quê ở Aleppo. Seinfeld lớn lên ở Massapequa, và theo học tại trường trung học Massapequa ở Long Island. Ở tuổi 16, ông đã dành thời gian làm tình nguyện tại Kibbutz Sa'ar ở Israel.
Sau đó ông theo học tại trường Đại học Bang New York ở Oswego, chuyển tiếp sau năm thứ hai của mình để Queens College, Đại học Thành phố New York, tốt nghiệp với bằng cấp về truyền thông và sân khấu.

## Bên ngoài đường dẫn
- Website chính thức
- Jerry Seinfeld trên IMDb
- Jerry Seinfeld tại Internet Broadway Database
- Jerry Seinfeld trên DMOZ
- Thêm tin tức và bình luận về Jerry Seinfeld trên The New York Times